# Зальфельден-ам-Штайнернен-Мер
Зальфельден-ам-Штайнернен-Мер (нем. Saalfelden am Steinernen Meer) — город в Австрии, в федеральной земле Зальцбург.
Входит в состав округа Целль-ам-Зе.
Население составляет 15 661 человек (на 31 декабря 2005 года).
Официальный код — 50619.

## География
Занимает площадь 118,36 км².

## Известные жители
- Симон Эдер (род. 1983) — австрийский биатлонист, призёр Олимпийских игр
- Тобиас Эберхард (род. 1985) — австрийский биатлонист, чемпион Европы 2011 года

## Политическая ситуация
Бургомистр коммуны — Гюнтер Шид (СДПА) по результатам выборов 2004 года.
Совет представителей коммуны (нем. Gemeinderat) состоит из 25 мест:
- СДПА занимает 15 мест.
- АНП занимает 6 мест.
- АПС занимает 2 места.
- Зелёные занимают 2 места.